# Строганов, Максим Максимович
Максим Максимович Строганов (21 января 1603 — 28 апреля 1627) — русский купец и промышленник.

## Биография
Представитель богатого купеческого рода Строгановых. Младший сын промышленника Максима Яковлевича Строганова и Марии Михайловны Преподобовой.
В 1624 году после смерти своего отца Максим и его старший брат Иван унаследовали его обширные владения на правом берегу реки Чусовой (Верхний Чусовской городок, Верхнечусовской и Яйвенский округа с землям по р. Обве, Иньве и Косьве).
В 1623/1624 году по переписи М. Ф. Кайсарова братья Иван и Максим Максимовичи Строгановы совместно владели одним городком, острожком и монастырем, 37 деревнями, 22 починками, 4 церквями, 9 варницами, 7 лавками, 4 мельницами, 385 дворами и 671 крепостным.
В 1625 году царь Михаил Фёдорович выдал братьям Ивану и Максиму Строгановым жалованную грамоту, в которой подтверждал прежнюю грамоту 1614 года, выданную им их отцу Максиму Яковлевичу, на владение землями по рекам Кама, Чусовая, Иньва, Обва, Косьва и Яйва.
В декабре 1625 и январе 1626 годов Иван и Максим Максимовичи дважды упоминаются в деловых грамотах со своими двоюродными братьями Андреем и Петром Семёновичами.
В апреле 1627 года 24-летний Максим Максимович Строганов скончался бездетным. Его похоронили в Успенском соборе Сольвычегодска.

## Семья
Был женат на Анне Алферьевне Стрешневой, дочери Алферия Михайловича Стрешнева и дальней родственнице Евдокии Лукьяновны Стрешневой, второй жены царя Михаила Фёдоровича. Брак был бездетен.